# Luis Yd
Alfredo Luis Yd Sánchez (Encarnación, Paraguay, 23 de diciembre de 1972) es un político paraguayo. Actualmente es intendente municipal del distrito de Encarnación, capital del Departamento de Itapúa.

## Trayectoria política
En 2006, fue elegido concejal municipal de la ciudad de Encarnación durante dos periodos consecutivos, por el partido Patria Querida. En noviembre de 2015 se presentó como candidato a intendente municipal por la misma ciudad por la Alianza “Encarnación al Frente”, resultando electo para el periodo 2015-2020. Esto marcó un hito en la historia política de la ciudad, al romper la hegemonía de más de 75 años de un partido tradicional (el Partido Colorado).
Renunció el 6 de julio de 2021 para recandidatarse a intendente municipal de Encarnación para el periodo 2021-2025, y fue reelecto, volviendo a asumir como intendente el 9 de noviembre de 2021, para el periodo 2021-2025.